# 島津貴典
島津 貴典（しまづ たかのり）は、江戸時代後期の薩摩藩士。大隅郡垂水領主。藩主一門垂水島津家13代当主。

## 経歴
文化7年（1810年）9月19日、島津一門四家の垂水島津家当主貴柄の長男として生まれる。文政11年（1828年）、重富島津忠貫の娘お絮（いと）と結婚する。天保2年（1831年）、父の隠居にともなって家督を相続する。活動としては領内各地を巡検するなどしている。また賢君であったという。
天保9年（1838年）、家臣伊地知季虔に桜島安永大噴火の様子を記した｢桜島燃記｣をまとめさせている。
嘉永4年（1851年）、藩主に襲封した島津斉彬に、他の一門家当主とともに登城している。
安政3年（1856年）、隠居して家督を子の貴敦に譲った。元治2年（1865年）1月18日死去。享年56。